# Badia Polesine
Badia Polesine är en ort och kommun i provinsen Rovigo i regionen Veneto i Italien. Kommunen hade 10 263 invånare (2018). En sevärdhet på orten är benediktinklostret Vangadizza, med två sarkofager innehållande kvarlevor av medlemmar av huset Este. Den 10 februari 1690 besökte Gottfried Wilhelm Leibniz platsen i sin strävan att kartlägga kopplingen mellan huset Este och huset Welf.